# Довгеньке (Ізюмський район)
До́вгеньке — село в Україні, у Оскільській сільській територіальній громаді Ізюмського району Харківської області. Населення становить 850 осіб. До 2020 орган місцевого самоврядування — Довгеньківська сільська рада.

## Географія
Село Довгеньке знаходиться за 10 км від річки Сіверський Донець. За 4 км проходить автомобільна дорога E40 (М03). Поруч із селом кілька невеликих лісових масивів, у тому числі урочище Плоске (дуб). На південь від села розташована найвища точка Харківської області з позначкою 242,9 метрів, хоча помилково вважають, що найвища точка області розташована біля села Лютівка Богодухівського району, але її висота 236,5 метрів.

## Історія
Довгеньке вперше згадується у переписі 1782 року. Населяли його «казенні» селяни, незалежні від панської волі. У другій половині XIX століття Довгеньке стає волосним центром, якому підпорядковуються найближчі села: Сулигівка, Бражківка, Довгий Яр. Спершу у селі відкрилася церковно-парафіяльна школа, яку відвідували діти заможних селян, та ремісниче училище, де хлопців навчали ковальської справи.
На часі революції 1905 року сільська біднота активно вступає в революційну боротьбу. Для бідних дітей відкривається земська школа. Дітей навчають у дві зміни у невеличких хатах-мазанках. Згодом побудували школу, у якій діти навчалися до 1974 року.
Радянська доба почалась у березні 1918 року. Згодом у селі почергово з'явилялися, то білогвардійці, то гетьманці, то гайдамаки. Гетьманці поставили керувати Руденка Кіма Васильовича. Наприкінці квітня 1919 року в село увійшли донські козаки. Але 6 грудня цього ж року червоні змінили білих у селі. Після цього розпочалася тривала радянська окупація.
У 1929 році, під час примусової колективізації, створено комуну «Раднива». Організовано 10 колгоспів: «Червона балка», «Першого травня», «імені Шевченка», «13-річчя Жовтня», «Червона зоря», «Радянська нива», «Своя робота», «Червоний шпиль», «Колективізація».
У 1932 році з метою зміцнення колгоспів була проведена реорганізація (укрупнення), 10 колгоспів були об'єднані в чотири: «Червона зоря», «Раднива», «Пролетарка», імені Калініна.
Під час організованого радянською владою Голодомору 1932—1933 років померло щонайменше 93 жителі села.
У листопаді 1941 року червону окупацію було замінено на німецьку. За архівними даними із 600 чоловіків не повернулося з війни 215 довжан. Усього на території села Довгеньке полягло 3297 бійців та поховані у братській могилі. Під час запеклих боїв 80 % села було зруйновано.
У 1960-х роках селі функціював колгосп імені Жданова, який мав понад 4 тисяч гектарів сільськогосподарських угідь, електростанцію, млин, цегельний і черепичний заводи. В період 1967—1971 років село Моросівка, яке підпорядковувалося тоді Довгеньківській сільській раді та безпосередньо межувало з селом Довгеньке, було зняте з обліку у зв'язку з переселенням жителів. Нині ця територія належить до села Довгеньке.
У 1975 році в селі було побудовано нову школу.
12 червня 2020 року, розпорядженням Кабінету Міністрів України № 725-р «Про визначення адміністративних центрів та затвердження територій територіальних громад Харківської області», увійшло до складу Оскільської сільської територіальної громади.
19 липня 2020 року, в результаті адміністративно-територіальної реформи та ліквідації Ізюмського району (1923—2020), село увійшло до складу новоутвореного Ізюмського району.

### Російсько-українська війна
У 2022 під час війни з початку квітня до початку вересня, росіяни намагалися повністю взяти Довгеньке, у селі та біля нього тривали активні бої.
10 вересня в ході контрнаступу українських сил село було звільнене від російський окупаційних військ

## Населення
Згідно з переписом УРСР 1989 року чисельність наявного населення села становила 846 осіб, з яких 398 чоловіків та 448 жінок.
За переписом населення України 2001 року в селі мешкало 850 осіб.

### Мова
Розподіл населення за рідною мовою за даними перепису 2001 року:
| Мова       | Відсоток |
| ---------- | -------- |
| українська | 94,00 %  |
| російська  | 5,88 %   |

## Економіка
- ПСП «Караван».
- СТОВ «Злагода».[12]

## Об'єкти соціальної сфери
- Дитячий садок (після пожежі влітку 1998 року залишилися одні руїни, на даний момент його відновили).
- Довгеньківський навчально-виховний комплекс Ізюмської районної ради Харківської області.[13]
- Будинок культури.
- Лікарня.
- Стадіон.

## Пам'ятки
- Пам'ятник загиблим радянським воїнам під час німецько-радянської війни, встановленим на братській могилі.[14]
- Біля Довгенького збереглися рештки неолітичного поселення (V—III тисячоліття до н. е.) та кургани з двома кам'яними бабами — сліди кочівницьких народів (X—XI століття н. е.).[5]

## Відомі люди
- гірничий інженер О. Чумак.[15]
- І. П. Остапенко — учасник німецько-радянської війни, Герой Радянського Союзу.[5]